# لاسکی کوشالینگسکیه
لاسکی کوشالینگسکیه (به لاتین: Laski Koszalińskie) یک روستا در لهستان است که در گمینا بیشکیژ واقع شده‌است. لاسکی کوشالینگسکیه ۲۶۰ نفر جمعیت دارد.